# Hârsești
Hârsești est une commune roumaine située dans le județ d'Argeș.